# 유언 (평간경왕)
평간경왕 유언(平干頃王 劉偃, ? ~ 기원전 81년)은 중국 전한의 제후왕으로, 첫 평간왕이다. 전한 경제의 손자며 조경숙왕 유팽조의 막내아들이다.

## 생애
정화 2년(기원전 91년), 전한 무제가 친족간 관계를 위해 광평군을 떼어내 새로 평간나라를 만들고 유언을 왕으로 봉했다. 평간경왕 11년(기원전 81년)에 죽어 아들 평간유왕 유원이 뒤를 이었다.

## 가계
- 조경숙왕 유팽조
  - 평간경왕 유언
    - 평간유왕 유원
    - 곡량안후 유경
    - 광향효후 유명
    - 성향질후 유경
    - 평리절후 유세
    - 평향효후 유임
    - 평찬절후 유량
    - 성릉절후 유충
    - 양성민후 유전
    - 조양후 유인

곡량안후는 원강 3년(기원전 65년) 7월 임자일, 광향효후와 성향질후는 신작 3년(기원전 59년) 7월 임신일, 평리절후 ~ 성릉절후는 신작 4년(기원전 58년) 3월 계축일, 양성민후는 신작 4년 7월 임자일, 조양후는 오봉 원년(기원전 57년) 4월 을미일에 봉해졌다.